# 샤일렌드라 왕조
샤일렌드라 왕조(산스크리트어: शैलेन्द्र, 영어: Shailendra dynasty)는 8세기 중엽 중부 자바에서 일어난 왕조로 베트남의 참파와 캄보디아를 공격할 만큼 군사력이 강했던 듯하나 그 정치에 대해서는 거의 알려지지 않았다. 대승불교의 귀의자였던 이 왕가의 사람들은 불교를 소중히 보호하여 장대한 불교 건조물인 보로부두르, 멘두트(Mendut) 등을 남겼다. 그런데 9세기 중엽 자바의 이 왕가는 강력한 해군력을 이용하여 베트남 북부와 캄보디아에 원정을 하고 나아가서는 말레이 반도까지 권력을 떨치게 되었다. 그리하여 마침내는 스리비자야 왕국이 차지하고 있던 지위도 빼앗고 말았다. 결국 스리비자야 왕국은 샤일렌드라 왕조의 지배 밑에서 재흥해 가게 되는 것이다. 또한 샤일렌드라는 산의 주인이라는 뜻이다.
한편, 자바의 동부에는 불교계 샤일렌드라 왕조에 대항하여 힌두교를 신봉하는 마타람 왕국이 대두하였다. 서로 이웃한 두 나라의 적대 관계는 결국 마타람 왕국의 승리로 끝난다. 그 결과 자바에서 축출된 샤일렌드라 왕가는 완전히 수마트라섬의 재생(再生) 스리비자야 왕조로 합체했다.